# 中華基督教會嶺東堂
中華基督教會嶺東堂創於1967年，在中華基督教會基華小學禮堂舉行崇拜及團契聚會。本著堂校一家的精神，彼此共同培育青少年人，使其健康成長。本堂之教友及團契之團友，不少為基華小學的舊同學，其中有完成學業，已在社會工作，亦仍有就讀於大學、中學及小學者。
該堂於週末及主日舉行各樣的聚會，由導師帶領，透過唱詩，遊戲，聖經故事，球類等多姿多彩的活動，教導正確的人生道理，引領行走正路，健康快樂地成長。

## 外部連結
- 中華基督教會基華小學* （页面存档备份，存于）